# Alexandre Sandier
Alexandre Sandier né à Beaune le 3 février 1843, et mort à Chorey-les-Beaune le 7 août 1916 est un architecte d'intérieur et céramiste français.

## Biographie
Claude-Alexandre-Nicolas Sandier se forme à l'architecture d'intérieur à l'École des beaux-arts de Paris, puis auprès de l'architecte Russell Sturgis (en) à Chicago. Dans les années 1870, il travaille à New York pour la maison Herter Brothers (en) et impose son style dans le mobilier.
En 1897, il est nommé directeur de la manufacture de Sèvres et va y imposer un style Art nouveau en rupture avec les motifs hérités du passé,. Les céramiques créées sous sa direction se caractérisent par une simplification des formes. Il dirigera la manufacture jusqu'à sa mort.
Il fait mettre au point un nouveau grès cérame, résistant à l’extérieur, et réalise a façade du pavillon de la manufacture pour l'Exposition universelle de 1900 à Paris, ce qui lui vaut d'être promu officier le la Légion d'honneur le 11 octobre de la même année.
Il conçoit avec la manufacture de Sèvres un portique aux allures de moucharabieh composé de modules en grès cérame pour orner l'entrée de la bibliothèque de la section française de l’Exposition universelle de 1913 à Gand. Ce portique est conservé à Roubaix à La Piscine.
Alexandre Sandier meurt à Chorey-les-Beaune le 7 août 1916.

Œuvres d'Alexandre Sandier
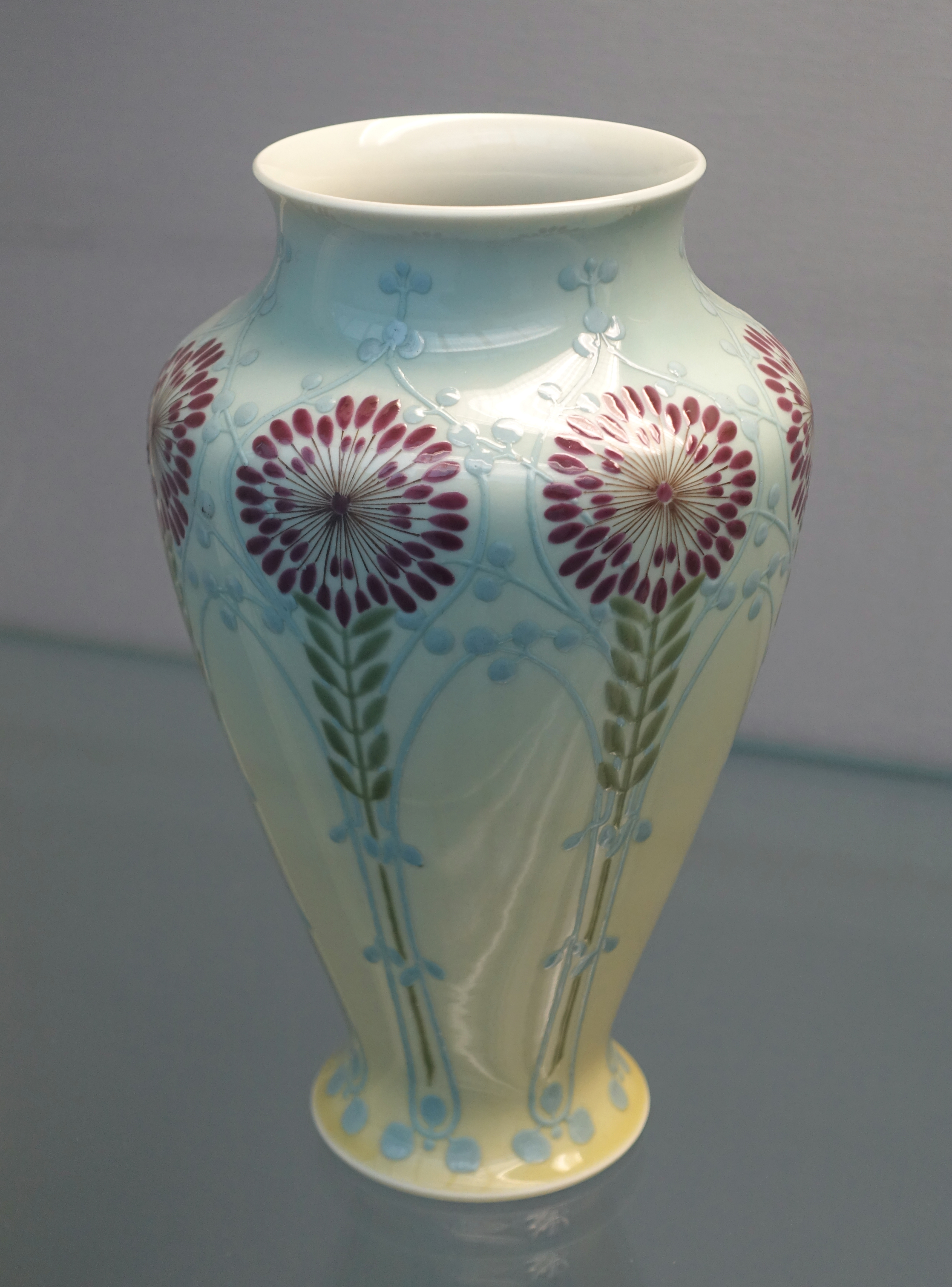
Vase gaulois (1896), forme de Sandier, décoration de Geneviève Rault, porcelaine de Sèvres, Berlin, musée Bröhan.
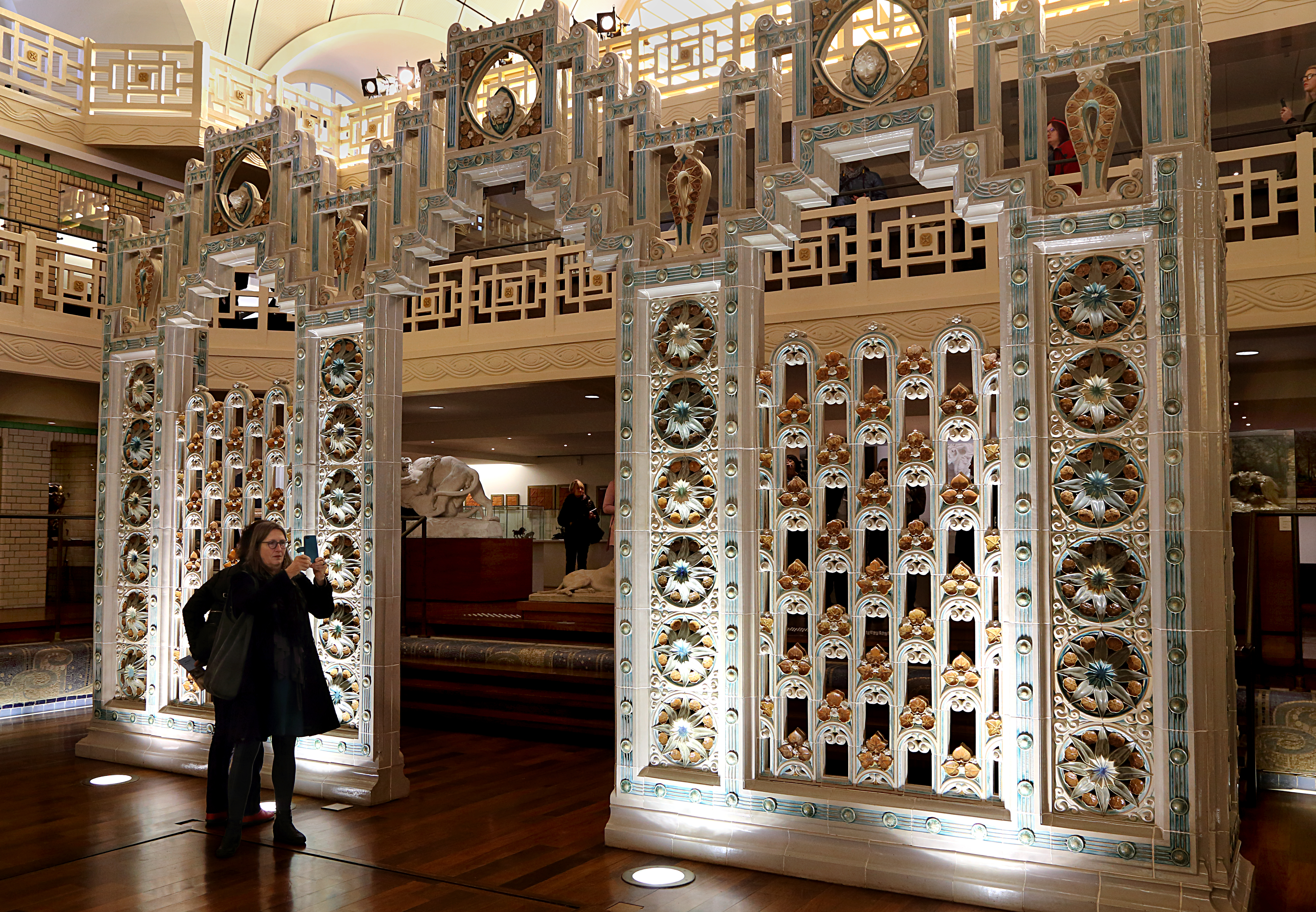
Portique (1913), grès cérame, Roubaix, La Piscine.

## Distinctions
- Officier de la Légion d'honneur (1900)